# Paul Shenar
Albert Paul Shenar, född 12 februari 1936 i Milwaukee i Wisconsin, död 11 oktober 1989 i West Hollywood i Kalifornien, var en amerikansk skådespelare som var verksam mellan 1973 och 1989. 

## Biografi
Han är mest känd för att gestaltat den bolivianske knarkkungen Alejandro Sosa i Brian De Palmas film Scarface från 1983. Han var också verksam i teater där han gestaltade bland annat Hamlet, Kung Oidipus och Macbeth.
Shenar var enligt uppgift tillsammans med den brittiska skådespelaren Jeremy Brett under delar av 1970-talet.
1989 avled Shenar av komplikationer från aids.

## Filmografi
Källa: 

### Filmer
| År   | Titel                           | Roll             |
| ---- | ------------------------------- | ---------------- |
| 1974 | Arkebuseringen av menige Slovik | Crawford         |
| 1978 | Lulu                            | Ludwig Schon     |
| 1982 | The End of August               | Arobin           |
| 1982 | Brisby och Nimhs hemlighet      | Jenner (röst)    |
| 1982 | Deadly Force                    | Joshua Adams     |
| 1983 | Scarface                        | Alejandro Sosa   |
| 1986 | Dream Lover                     | Ben Gardner      |
| 1986 | Hårda bud                       | Paulo Rocca      |
| 1987 | The Bedroom Window              | Collin Wentworth |
| 1987 | Un uomo sotto tiro              | Ettore           |
| 1987 | Torpeden                        | David Madlock    |
| 1988 | Det stora blå                   | Dr. Laurence     |

### TV
Ett urval av hans TV-roller
| År        | Titel               | Roll                                      |
| --------- | ------------------- | ----------------------------------------- |
| 1974      | Columbo             | Sgt. Young                                |
| 1974      | Mannix              | Johnny Sands                              |
| 1975      | Kojak               | Arthur Harris                             |
| 1975      | Den osynlige mannen | Alexi Zartov                              |
| 1975      | Ellery Queen        | Wendell Warren                            |
| 1976 1977 | Hawaii Five-O       | Chadwick (1976), Todd Daniels (1977)      |
| 1977      | Rötter              | John Carrington                           |
| 1980      | Par i hjärter       | Michael Shillingford                      |
| 1983      | Modedockorna        | Jonathan Westfield                        |
| 1983 1985 | Dynastin            | Jason Dehner (1983), Justin Dehner (1985) |

## Teater

### Roller
| År   | Roll                                   | Produktion                  | Regi            | Teater                                        |
| ---- | -------------------------------------- | --------------------------- | --------------- | --------------------------------------------- |
| 1965 | Valère                                 | Tartuffe Molière            | William Ball    | ANTA Washington Square Theatre, New York, USA |
| 1988 | Banquo, en general i den skotska armén | Macbeth William Shakespeare | Kenneth Frankel | Mark Hellinger Theatre, New York, USA         |